# Punta Umbría
Punta Umbría est une commune de la province de Huelva dans la communauté autonome d'Andalousie en Espagne.

## Géographie
Située au bord de l'océan Atlantique, à proximité de Huelva, elle occupe la rive droite de l'estuaire du fleuve Odiel, qui s'élargit dans la zone pour former un delta marécageux. Classés réserve naturelle, les marais de l'Odiel constituent une des vastes zones humides du littoral andalou.

## Histoire
L'exploitation des mines du Río Tinto a entraîné la venue massive d'Anglais au XIXe siècle. Ces derniers ont établi, tout comme à Huelva, des quartiers à l'architecture singulière, hérissés de maisons de bois.

## Administration
| Période                                  | Période | Identité | Étiquette | Qualité |
| ---------------------------------------- | ------- | -------- | --------- | ------- |
| N/A                                      | N/A     | N/A      | N/A       | Maire   |
| Les données manquantes sont à compléter. |         |          |           |         |